# François Combefis
François Combefis est un patrologue et philologue français, né à Marmande en novembre 1605 et mort à Paris le 23 mars 1679.

## Biographie
Il fit ses études au collège des jésuites de Bordeaux et entra chez les dominicains en 1624. Il enseigna ensuite la philosophie dans le couvent de Bordeaux, puis à partir de 1637 la théologie dans celui de Saint-Maximin-la-Sainte-Baume. En 1640 il fut transféré à Paris, dans le couvent de l'Annonciation de la rue Saint-Honoré. Ayant accès désormais à plusieurs bibliothèques importantes, il abandonna bientôt l'enseignement pour se consacrer à la recherche en patristique et à l'édition de textes. Il donna successivement des éditions d'Amphiloque d'Iconium, de Méthode d'Olympe, d'André de Crète, et de textes encore inédits de Jean Chrysostome. En 1648, il publia un Novum auctarium Græco-Latinæ Bibliothecæ Patrum (Supplément grec et latin à la Bibliothèque des Pères), qu'il devait compléter en 1672 par un Auctarium novissimum Bibliothecæ Patrum. La section de l'ouvrage de 1648 consacrée à la querelle du monothélisme (Historia hæresis monothelitarum sanctæque in eam sextæ synodi actorum vindiciæ) souleva une controverse au Vatican car elle allait à l'encontre des vues de Robert Bellarmin et de Cæsar Baronius, mais en 1655 une assemblée du clergé de France tenue à Paris lui vota une pension annuelle pour qu'il puisse poursuivre ses publications. Le montant de cette pension fut doublé par la suite.
En 1655, il assura la publication de l'editio princeps de la Chronique de Théophane le Confesseur, préparée par Jacques Goar avec son aide (dans le cadre de la « Byzantine du Louvre »). En 1656, il édita le De educandis liberis de Jean Chrysostome, et en 1660 une collection des Actes des martyrs. En 1662 parut une œuvre de longue haleine en huit volumes in-folio, la Bibliotheca Patrum Concionatoria, recueil de discours de prédicateurs (en latin d'Église « concionatores »), avec des notices historiques sur tous les auteurs cités. En 1664, il publia un recueil de textes sur l'histoire de Constantinople, le Manipulus originum rerumque Constantinopolitanarum.
Après son Auctarium novissimum de 1672, ses dernières années furent encore extrêmement productives. En 1674, ce fut l'Ecclesiastes Græcus, i. e. illustrium Græcorum Patrum ac oratorum digesti sermones ac tractatus (recueil de discours et traités de Pères grecs), et en 1675 l'édition conjointe de deux textes, Theodoti Ancyrani adv. Nestorium liber et S. Germani patriarchæ Constantinopolitani in S. Mariæ Dormitionem et Translationem oratio historica. La même année, il donna deux volumes d'une édition bilingue grec-latin des œuvres de Maxime le Confesseur (un troisième volume était prêt pour publication à sa mort). Sa carrière d'éditeur de textes anciens connut son apogée avec la publication en 1679, année de sa mort, d'une édition en deux volumes des œuvres complètes de Basile de Césarée, Basilius Magnus ex integro recensitus, textus ex fide optimorum codicum ubique castigatus, auctus, illustratus, haud incerta quandoque conjectura emendatus, versiones recognitæ, etc., l'un des chefs-d'œuvre de la philologie du XVIIe siècle. Cette édition fut ensuite surpassée par celle des Mauristes (1721-1730).
Après sa mort, en 1685, fut publiée à partir de ses travaux un volume de la « Byzantine du Louvre » reprenant avec compléments la Chronique de Théophane et y ajoutant celle de Léon le Grammairien (Leonis Grammatici Vita recentiorum imperatorum).

## Source
Cet article comprend des extraits du Dictionnaire Bouillet. Il est possible de supprimer cette indication, si le texte reflète le savoir actuel sur ce thème, si les sources sont citées, s'il satisfait aux exigences linguistiques actuelles et s'il ne contient pas de propos qui vont à l'encontre des règles de neutralité de Wikipédia.